# David B. Brunner

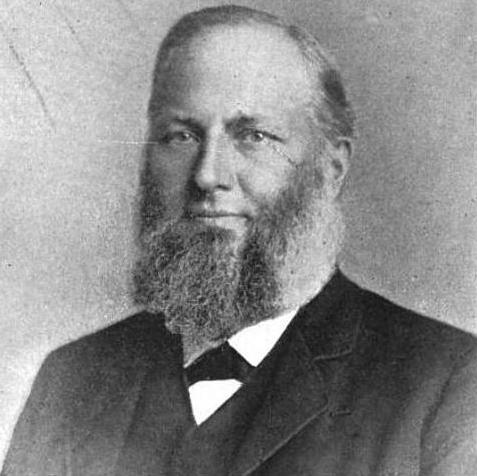
David B. Brunner

David B. Brunner (* 7. März 1835 in Amity, Berks County, Pennsylvania; † 29. November 1903 in Reading, Pennsylvania) war ein US-amerikanischer Politiker. Zwischen 1889 und 1893 vertrat er den Bundesstaat Pennsylvania im US-Repräsentantenhaus.

## Werdegang
David Brunner besuchte die öffentlichen Schulen seiner Heimat und absolvierte danach eine Lehre im Zimmermannshandwerk. Zwischen 1853 und 1856 unterrichtete er als Lehrer. Gleichzeitig setzte er seine eigene Ausbildung mit einem Studium der Klassischen Altertumswissenschaften fort. Im Jahr 1860 absolvierte er das Dickinson College in Carlisle. Von 1860 bis 1869 war er als Principal Leiter der Reading Classical Academy. 1880 gründete er das Reading Business College. Politisch war er Mitglied der Demokratischen Partei.
Bei den Kongresswahlen des Jahres 1888 wurde Brunner im neunten Wahlbezirk von Pennsylvania in das US-Repräsentantenhaus in Washington, D.C. gewählt, wo er am 4. März 1889 die Nachfolge des Republikaners John Andrew Hiestand antrat. Nach einer Wiederwahl konnte er bis zum 3. März 1893 zwei Legislaturperioden im Kongress absolvieren. Im Jahr 1892 verzichtete er auf eine weitere Kandidatur. Nach seiner Zeit im US-Repräsentantenhaus unterrichtete Brunner am Reading Business College. Er starb am 29. November 1903 in Reading.